# Golliwogg

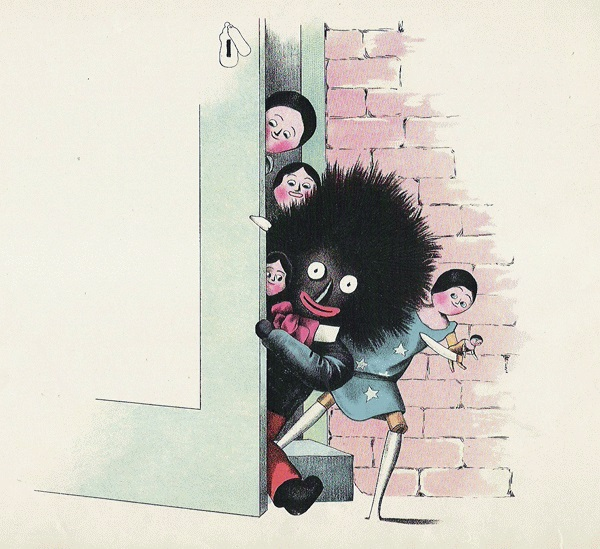
Un'illustrazione del libro Le avventure di due bambole olandesi, pubblicato nel 1895

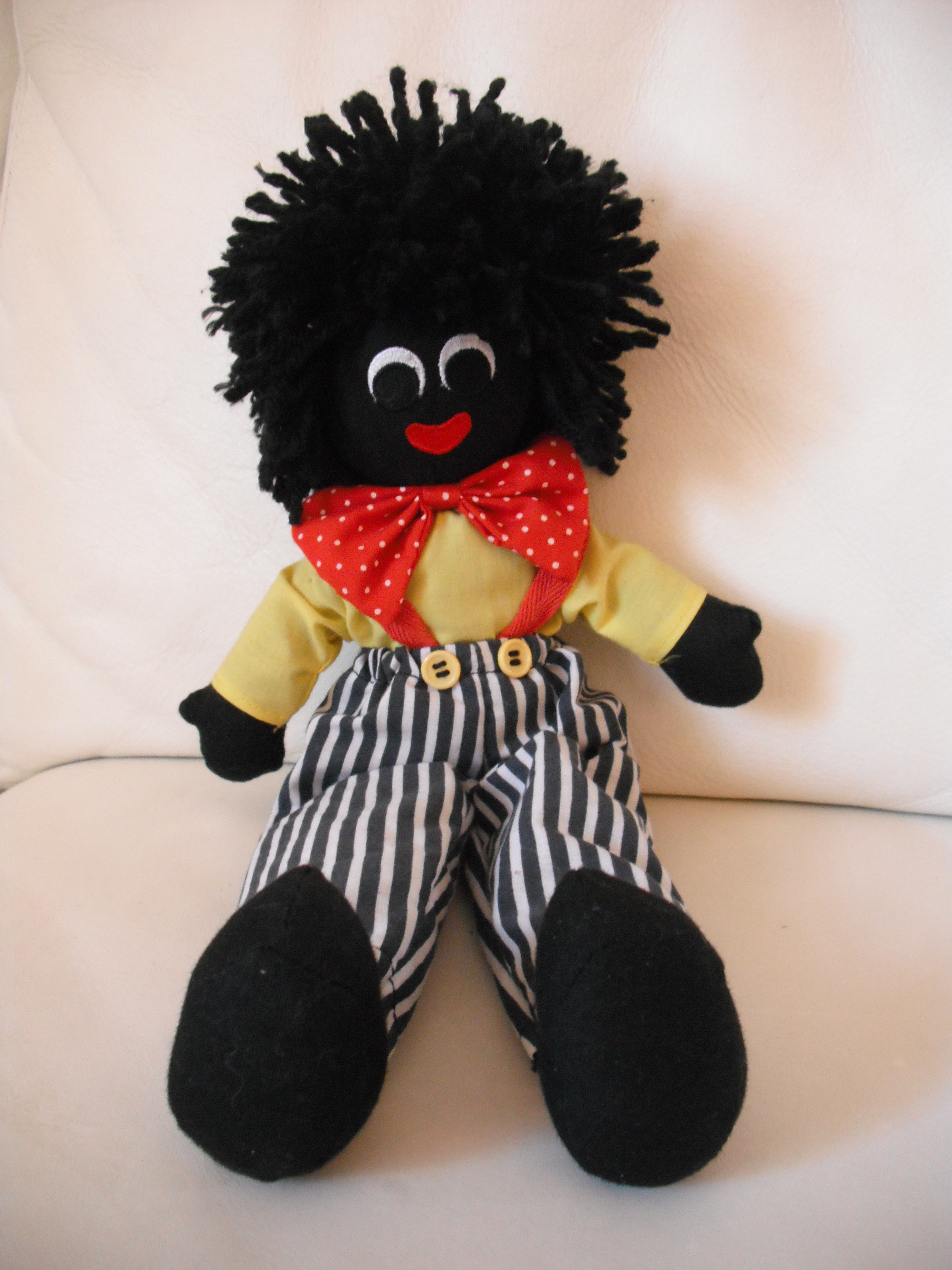
Una bambola Golliwog

Golliwogg (scritto anche Golliwog e soprannominato Golly) è il nome di un personaggio della letteratura per l'infanzia creato dall'illustratrice angloamericana Florence Kate Upton nel tardo XIX secolo. Dall'aspetto di una bambola di pezza di colore nero il Golliwogg venne poi prodotto come bambola e l'immagine venne usata per scopi promozionali. 
Ad un certo punto divenne molto popolare in Europa fino a diventare oggetto da collezione. L'immagine della bambola divenne l'oggetto di animati dibattiti: c'era infatti chi sosteneva che Golliwogg fosse il simbolo di un atteggiamento razzista del passato e degli stereotipi sugli afroamericani.

## Origini
Upton era nata il 22 febbraio del 1873 a Flushing, New York da genitori inglesi, nel 1893, quattro anni dopo la morte del padre, la famiglia tornò in Inghilterra. Florence aveva già lavorato come illustratrice a New York e trovò un posto a Londra, il reddito non era però sufficiente per mantenere la madre e i due fratelli minori.
Insieme alla madre che scrisse i versi delle storie illustrò un primo libro per bambini intitolato The Adventures of two Dutch Dolls ('Le avventure di due bambole olandesi'). Il libro fu pubblicato nel 1895 e includeva un personaggio chiamato "Golliwogg", che inizialmente fu descritto come "un orrido e nerissimo gnomo", ma che invece risultò essere un personaggio simpatico, del quale fu poi detto che avesse "una faccia gentile". Benché non fosse nemmeno menzionato nel titolo fu proprio questo personaggio ad affascinare il pubblico tanto che a soli 21 anni Upton firmò un contratto con un editore e al primo libro ne seguirono altri 12 che riportavano il nome Golliwogg nel titolo.
L'aspetto del personaggio richiama la tradizione del minstrel show, il Golliwogg aveva infatti la pelle nera come l'ebano, labbra rosse luminose e capelli di lana spettinati. Sfoggiava dei pantaloni rossi, una camicia con un colletto rigido, un cravattino rosso e una giacca blu con la coda a rondine – abbigliamento tradizionale nei minstrel show. 

### Lo sfruttamento dell'immagine
Upton e la madre commisero la leggerezza di non registrare il nome del personaggio, ricavandone quindi solo le royalties dei libri. Il personaggio venne però sfruttato in modi diversi. Con il nome golliwog vennero prodotte delle bambole che divennero molto popolari in Europa per buona parte della prima metà del XX secolo, immagini del Golliwogg vennero usate per stoviglie per bambini, abbigliamento e giocattoli. Il personaggio venne sfruttato da altri autori, nel complesso vennero venduti quasi 11 milioni di libri con questo personaggio scritti da autori diversi dalla Upton. Alcuni dei libri di Enid Blyton lo ritraggono, a volte come una canaglia e qualche volta come un eroe. 
Mentre il Golliwogg di Upton era gioviale ed amichevole, alcuni golliwog successivi sarebbero diventati personaggi sinistri o minacciosi. 
Nel 1910 un'azienda inglese produttrice di marmellata, James Robertson & Sons, usò un golliwog chiamato Golly come mascotte, sembra dopo aver visto dei bambini giocare con bambole golliwog in America, l'aziendà sostenne che il nome Golly derivasse da un errore di pronuncia dei bambini della parola Dolly (bambola).  L'azienda dei Robertson negli anni venti cominciò a produrre gadget promozionali di Golliwog, che potevano essere ritirati consegnando dei buoni che si potevano ottenere acquistando i suoi prodotti. Nel 1983, i prodotti dell'azienda furono boicottati perché offensivi, e nel 1988 il personaggio cessò di essere usato nella pubblicità televisiva. L'azienda cominciò a distribuire adesivi di golliwog ritratto in diverse ambientazioni, per esempio con strumenti jazz o in tenuta sportiva. La collezione di adesivi fu ritirata nel 2001.
Virginia (Ginny) C Knox, un dirigente dell'azienda, ha detto allo Herald Newspaper in Scozia nel 2001 che la decisione di rimuovere l'adesivo di Golly (Gollywogg) dalle marmellate Robertson fu presa dopo una ricerca dalla quale risultò che i bambini non conoscevano il personaggio, benché fosse stato gradito dalle generazioni precedenti. Gli adesivi di Golliwog dell'azienda Robertson vengono ancora collezionati, quelli molto rari qualche volta sono venduti a più di £1 000, mentre quelli più recenti vengono venduti a £ 2.00-£3.00.

## Il nome
Upton in un'intervista espresse divertimento sulle diverse speculazioni sull'origine del nome e dichiarò che il nome era puramente di fantasia e le era venuto in mente mentre stava illustrando il libro prendendo in mano un vecchio pupazzo che aveva accompagnato la sua infanzia. Il termine venne poi utilizzato in contesti diversi;
- durante la seconda guerra mondiale, "golliwog" era un termine colloquiale usato nell'ambito della marina britannica per indicare le sigarette Gauloise, che avevano tabacco dal colore quasi nero.[8]
- sempre nel gergo militare di alcune nazioni, anche se ormai poco comune, il termine "golliwog" veniva usato per indicare un pezzo di equipaggiamento potenziato e possibilmente personalizzato al punto che non era più simile agli articoli dello stock di partenza. Il termine ha avuto origine dal fatto che sebbene il Golliwog fosse nero, era rappresentato sempre brillantemente decorato, ad esempio con nastri e cravattini. Era anche sempre vestito in modo elegante, e non si era mai visto un Golliwog vestito in modo moderato.

In ambito musicale, il sesto movimento della suite Children's Corner (Angolo dei bambini) di Claude Debussy è intitolato Golliwogg's Cakewalk (Il Cakewalk di Golliwogg): si rifà al Cakewalk, una danza americana. Il gruppo rock statunitense Creedence Clearwater Revival era conosciuto come "The Golliwogs" e con questo nome incisero un certo numero di singoli prima di raggiungere il successo. Golliwog è anche un gruppo sloveno punk rock/hardcore. Golliwog è inoltre il titolo di un singolo del 1974 di Agnetha Fältskog, membro degli ABBA. A Maggio del 2025 il rapper americano billy woods ha fatto uscire il suo disco dal titolo GOLLIWOG.
Oltre ad essere usato nell'etichetta delle marmellate Robertson Golliwog è stato il primo nome di una popolare linea di biscotti al cacao in Australia. Entrati in commercio negli anni Sessanta, hanno cambiato nome a metà degli anni novanta venendo venduti con il nome di "Scalliwag".
Nel sudovest del Missouri e negli Ozarks, il termine gollywog era usato per indicare un animale leggendario, una salamandra dalle dimensioni di un alligatore che vive nel White River danneggiando le reti da pesca, occasionalmente avrebbe anche rovesciato delle imbarcazioni.